# 柏油

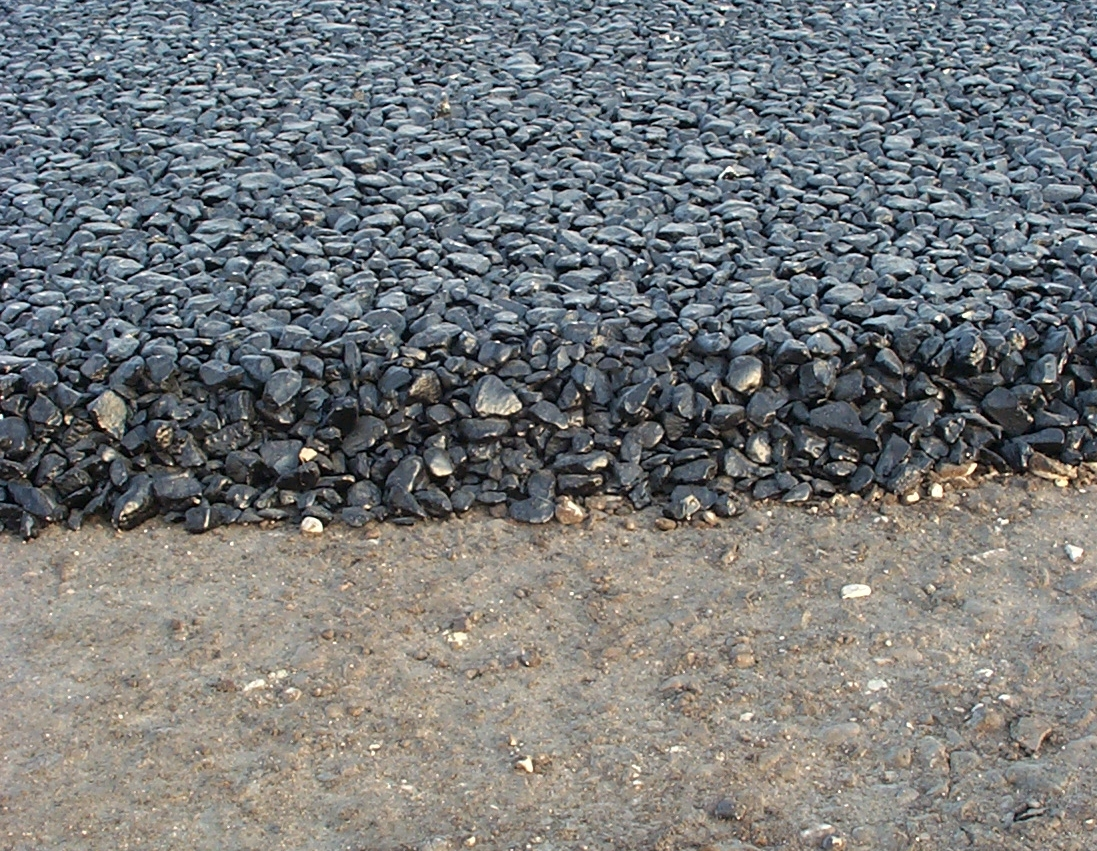
以柏油鋪設而成的路面。

柏油，石油精炼过程中的产物。汉语中的柏油，指用于铺路的黑色油状物体，即煤焦油，曾經用作鋪設道路路面或建築之用。但因為煤焦油對健康的危害，许多国家已禁止在道路工程中使用煤焦油。因為約定俗成的關係，目前人們依然習慣把瀝青路稱作柏油路。

## 词义
華语中的柏油，现在实际指沥青混凝土。
美国英语中的asphalt，英国英语中的bitumen均指沥青一物。与碎石等混合后用作铺路的瀝青混凝土，英语称作asphalt concrete，常简称为asphalt。
德语中bitumen指沥青，asphalt指沥青混凝土。
柏油的簡稱為SMA（stone mastic asphalt，譯名瀝青瑪蹄脂碎石）。

## 相關
- 瀝青